# Крис Томас Кинг
Крис Томас Кинг (англ. Chris Thomas King), до 1996 года использовал псевдоним Крис Томас (англ. Chris Thomas), настоящее имя Дарвуд Кристофер Томас (англ. Durwood Christopher Thomas; род. 14 октября 1962, Батон-Руж, Луизиана, США)  — американский блюзовый мультиинструменталист, гитарист, вокалист и автор песен, актёр, писатель. Лауреат премии «Грэмми» в номинациях «Альбом года» (2002). Номинант Blues Music Awards в номинациях  «Лучший дебют» (1999), «Альбом акустического блюза» (1999, 2002) «Исполнитель современного блюза» (2002, 2003, 2005), «Песня года» (2007). Записи музыканта разошлись в количестве более 10 миллионов записей в США.

## Биография
Крис Томас Кинг родился в Батон-Руж, Луизиана в семье известного блюзового музыканта Табби Томаса. В детстве и юности постоянно бывал в отцовском джук-джойнте Tabby’s Blues Box, где видел выступления многих музыкантов, там же и начал с семи лет играть на гитаре, и в подростковом возрасте уже играл в отцовском клубе. Но начал Крис Томас с игры на корнете, вдохновлённый своим дядей, игравшим в духовом оркестре и по словам Кинга «Я потерял интерес к корнету, когда мои навыки владения гитарой улучшились».
В 1979 году фольклорист из Смитсоновского института в Вашингтоне увидел игру Криса Томаса и вскоре музыкант был провозглашён последним аутентичным музыкантом, играющим корневой традиционный блюз. В 1983 году музыкант совершил первые гастроли Louisiana All Star Blues Tour в Европе с группой отца. В 1986 году фолк-лейбл Arthoolie Records выпустил дебютный альбом музыканта, представив Томаса как преемника фолк-блюза Хадди Ледбеттера, Мадди Уотерса, Роберта Джонсона и Джелли Ролла Мортона. В альбоме Крис Томас Кинг исполнил партии на всех инструментах, и в дальнейшем чаще всего записывал альбомы один. В конце 1980-х уехал в Остин, Техас, где был резидентом легендарного клуба Antone’s. В 1990 году выпустил стандартный альбом акустического блюза под названием Cry of the Prophets но с включением элементов хип-хопа. «Этот альбом включал элементы, ранее не ассоциировавшиеся с дельта-блюзом эпохи Великой депрессии — хип-хоп и скретчинг диджея в электронном стиле». Hightone Records отклонила альбом под давлением своей материнской компании Warner Bros., которая возражала против влияния ганста-рэпа и хип-хопа. В 1991 году уехал в Европу, сначала жил в Лондоне, затем в Копенгагене, где выступал и записывался. В 1994 году вернулся в США, поселился в Лос-Анджелесе и выпустил альбом 21st Century Blues… From Da ’Hood, на котором попытался полностью соединить блюз с хип-хопом. Альбом не получил того признания, на которое рассчитывал музыкант, встретил критику блюзовых традиционалистов и недовольство звукозаписывающей компании. В 1995 году музыкант, взяв псевдоним  Крис Томас Кинг уехал на гастроли в Европу, в 1996 году вернулся как в Новый Орлеан, так и к аутентичному блюзу. С альбомом 1998 года Red Mud, акустическим дельта-блюз альбомом, Крис Томас Кинг был номинирован на Blues Music Awards в номинациях «Лучший дебют» и «Альбом акустического блюза».   
В конце 1990-х началась и актёрская карьера Кинга. В 1999 году Братья Коэн выбрали Кинга на роль странствующего блюзмена Томми Джонсона для фильма «О, где же ты, брат?» (2000). Саунтдтрек к этому фильму, в котором Крис Томас Кинг исполнил песню «Hard Time Killing Floor Blues» разошёлся миллионным тиражом и завоевал Грэмми в номинации «Альбом года» (2002). Помимо съёмок фильмов, работает в кино и на телевидении как композитор и музыкальный директор. Так например, помимо тех фильмов, где он снимался, он работал над музыкой к художественным фильмам «Животное» (2005), «Механик» (2011), «Неудержимые 3» (2014) и ряду документальных фильмов, где он также снимался. 
Также в первой половине 2000-х годов Крис Томаса Кинг выпустил ещё ряд удачных альбомов, неоднократно становясь претендентом на звание лучшего исполнителя современного блюза  Blues Music Awards. По версии журнала Sound Waves Magazine альбомы 2000 года Me, My Guitar and the Blues, 2002 года  Dirty South Hip-Hop Blues («альбом сочетает в себе дельта-блюз, уличную музыку, электронную музыку и евро-дэнс») и 2006 года Rise были признаны лучшими блюзовыми альбомами года, а сам Крис Томас Кинг был назван в 2010 году блюзовым исполнителем десятилетия. Песня «Baptized in Dirty Water» из альбома Rise была номинирована на Blues Music Award в 2007 году как лучшая песня года. 
Эксперименты с соединением блюза с иными жанрами музыки имела и свои негативные последствия. В 2017 году попытка номинировать альбом Hotel Voodoo на звание лучшего современного блюзового альбома была полностью отклонена. Председатель комитета по корневой музыке Грэмми сказал Крису Томасу Кингу, что они вообще не считают его блюзменом.
В июне 2021 года издательством Chicago Review Press была опубликована книга Кинга «Блюз: подлинное повествование о моей музыке и культуре». В книге утверждается, что блюз и связанные с ним жанры происходят из городской и урбанистической креольской культуры Нового Орлеана, а общепринятая точка зрения о зарождении блюза в дельте Миссисипи неверна.
После урагана Катрина в котором Крис Томас Кинг потерял дом и всё имущество, он перебрался из Нового Орлеана в Преривилл. В 2024 году собрал новую, блюз-роковую группу.
«Кинг обрёл национальную известность как мощный интерпретатор традиционного акустического блюза. Изначально он был хорошо известен в блюзовых кругах потому что в середине 1980-х годов был провозглашён последним великим открытием фолк-блюза 20-го века. Затем, в 1990-м годах, разозлил традиционалистов блюза, осмелившись перетащить блюз в будущее, смешав хип-хоп и блюз в нескольких альбомах». 
«На протяжении всей своей карьеры он смешивал блюз с хип-хопом, рэпом, фанком и соулом, а также неоднократно возвращался к более чистой форме блюза».
О концерте Криса Томаса Кинга, характеризующего его стиль смешения блюза с иными жанрами писали: «В потрясающем попурри, включающем „If I Had Possession Over Judgment Day“ Роберта Джонсона и леденящую душу „John the Revelator“ Сона Хауса, Кинг дополнил свою пронзительную слайд-гитару усиленными ударами ног, программным обеспечением своего Mac, и разнообразными звуковыми педалями для многодорожечной записи своего голоса вживую».

## Дискография
- The Beginning (1986)
- Cry of the Prophets (1990)
- Simple (1993)
- 21st Century Blues… from Da ’Hood (1994)
- Chris Thomas King (1997)
- Red Mud (1998)
- Me, My Guitar and the Blues (2000)
- O Brother, Where Art Thou? саундтрек (2000)
- Down from the Mountain (2001)
- The Legend of Tommy Johnson, Act 1: Genesis 1900s-1990s (2001)
- It's a Cold Ass World: The Beginning (2001, переиздание)
- Dirty South Hip-Hop Blues (2002)
- A Young Man’s Blues (2002)
- The Roots (2003)
- Along the Blues Highway (2003)
- Johnny’s Blues: A Tribute to Johnny Cash (2003)
- Why My Guitar Screams & Moans (2004)
- Ray саундтрек (2004)
- Rise (2006)
- Live on Beale Street (2008)
- Antebellum Postcards (2011)
- Bona Fide (2012)
- Hotel Voodoo (2017)
- Big Grey Sky (2023)

## Фильмография
- О, где же ты, брат? (2000)
- Душа мужчины[англ.] (2003)
- Рэй (2004)
- Смертельный удар (2008)
- Вдохновители воображения[англ.] (2010)
- Тремей[англ.] (2010)
- Наёмник Куорри (2016)